# Coccyzus euleri
El cuclillo ventriblanco, cuclillo de vientre blanco, cuclillo pechiperlado, cuco buchiblanco o cuclillo ceniciento (Coccyzus euleri) es una especie de ave de la familia Cuculidae, que se encuentra en Argentina, Bolivia, Brasil, Colombia, Ecuador, Guayana francesa, Guyana, Paraguay, Surinam y Venezuela.

## Hábitat
Vive en el borde del bosque húmedo, bosque de galería, cerrados o sabanas y áreas semiabiertas arboladas, entre 300 y 700 m de altitud. Migra hacia el norte durante el invierno del hemisferio sur.

## Descripción
Mide 25 a 28 cm de longitud y pesa 53 g.El plumaje de las partes superiores es color marrón, las partes inferiores son color perlado y la cola es negruzca con líneas curvas blancas. Tiene iris castaño y anillo ocular grisáceo. El pico es anaranjado debajo y negro arriba.

## Alimentación
Se alimenta principalmente de insectos y además de pequeños vertebrados, frutos y semillas.